# لجنة البلدان الأمريكية للمرأة
لجنة البلدان الأمريكية للمرأة (بالإسبانية: Comisión Interamericana de Mujeres، بالبرتغالية: Comissão Interamericana de Mulheres، بالفرنسية: Commission interaméricaine des femmes) هي منظمة تقع ضمن منظمة الدول الأمريكية. تأسست في عام 1928 من قبل المؤتمر السادس للبلدان الأمريكية وتتألف من ممثلة واحدة من كل جمهورية في الاتحاد. في عام 1938 تم إنشاء المنظمة كمنظمة دائمة بهدف دراسة ومعالجة قضايا المرأة في الأمريكتين.
كانت اللجنة أول منظمة حكومية دولية مصممة خصيصًا لتلبية الاحتياجات المدنية والسياسية للمرأة، وقادت من نواح كثيرة الحركة من أجل حقوق المرأة الدولية. في عام 1933 أصبحت اللجنة أول منظمة دولية تقدم قرارًا للاقتراع الدولي للمرأة، والذي لم يتم التصديق عليه، وكذلك أول من قدم معاهدة تم تبنيها بشأن حقوق المرأة. نصت هذه المعاهدة اتفاقية عام 1933 بشأن جنسية المرأة على أن الزواج لا يؤثر على الجنسية. قدمت نساء اللجنة قرارًا وحصلن على أول اعتراف دولي بحقوق المرأة السياسية والمدنية (1938). كما بحثوا وأعدوا أول معاهدة على الإطلاق بشأن العنف ضد المرأة والتي تمت الموافقة عليها باتفاقية بيليم دو بارا لعام 1994. من خلال التوصل إلى اتفاقيات دولية، يمكن لمندوبي اللجنة الضغط على التغيير في بلدانهم الأصلية للامتثال لتلك القرارات.
منذ عام 1955 تقدم اللجنة تقارير منتظمة إلى الأمم المتحدة حول وضع المرأة في الأمريكتين وتعمل على تنفيذ اتفاقيات الأمم المتحدة في نصف الكرة الغربي.

## القرن الحادي والعشرين
في عام 2000 عُقد أول اجتماع وزاري لنصف الكرة الغربي بشأن النهوض بالمرأة واعتُمدت خطة جديدة للقرن الجديد. أرسلت ثلاث وثلاثون دولة من الدول الأعضاء مندوبين، بالإضافة إلى ذلك حضرت الاجتماع مادلين أولبرايت وزيرة خارجية الولايات المتحدة جلاديس كاباليرو دي أريفالو نائب رئيس هندوراس ماريا يوجينيا بريزويلا دي أفيلا ووزيرة خارجية السلفادور إندراني تشانداربال، ووزيرة الخدمات الإنسانية والضمان الاجتماعي في غيانا ونائبة رئيس اللجنة غراسييلا فرنانديز ميجيدي الوزيرة الأرجنتينية للتنمية الاجتماعية والبيئة، وماريسابيل رودريغيز دي شافيز السيدة الأولى لفنزويلا. تبنت النساء «برنامج البلدان الأمريكية لتعزيز حقوق الإنسان للمرأة والمساواة بين الجنسين والمساواة» بهدف المساواة القانونية بين الرجل والمرأة.

## المنظمة الحالية
يدعو الهيكل التنظيمي الحالي جمعية المندوبين إلى الاجتماع مرة كل سنتين لدراسة قضايا نصف الكرة الأرضية وتقييم تقارير التقدم أو المخاوف. وتعقد الاجتماعات في السنوات الزوجية وتكون الانتخابات التي تحدث سارية المفعول لمدة عامين من السنوات الفردية التالية. على سبيل المثال في الاجتماع الأخير الذي عقد في 2014 تم انتخاب أعضاء المكتب لبدء الخدمة في 2015-2017.
اللجنة التنفيذية للجنة لها ثمانية مندوبين يتم انتخابهم في اجتماعات الجمعية نصف السنوية للمندوبين. يجتمعون على فترات أكثر انتظامًا لمعالجة المجالات ذات الاهتمام المباشر.
كل أربع سنوات ينظم اللجنة اجتماع الوزراء أو اجتماع «السلطات الرفيعة المستوى المسؤولة عن النهوض بالمرأة في الدول الأعضاء». يجمع هذا الاجتماع النساء الأعلى مرتبة من كل دولة من الدول الأعضاء في منظمة الدول الأمريكية لمناقشة السياسات والقضايا الرئيسية وتوصيات الموضوعات للاجتماعات على المستوى الوزاري، مثل قمة الأمريكتين.
وفقًا لتقديره، يمكن لـ اللجنة الدعوة إلى اجتماعات تقديرية أو اجتماعات استثنائية لمناقشة السياسة، وعقد ندوات توعية أو اجتماعات تعليمية أو تنظيمية أخرى للنهوض بقضايا المرأة.